# Viteză hipersonică

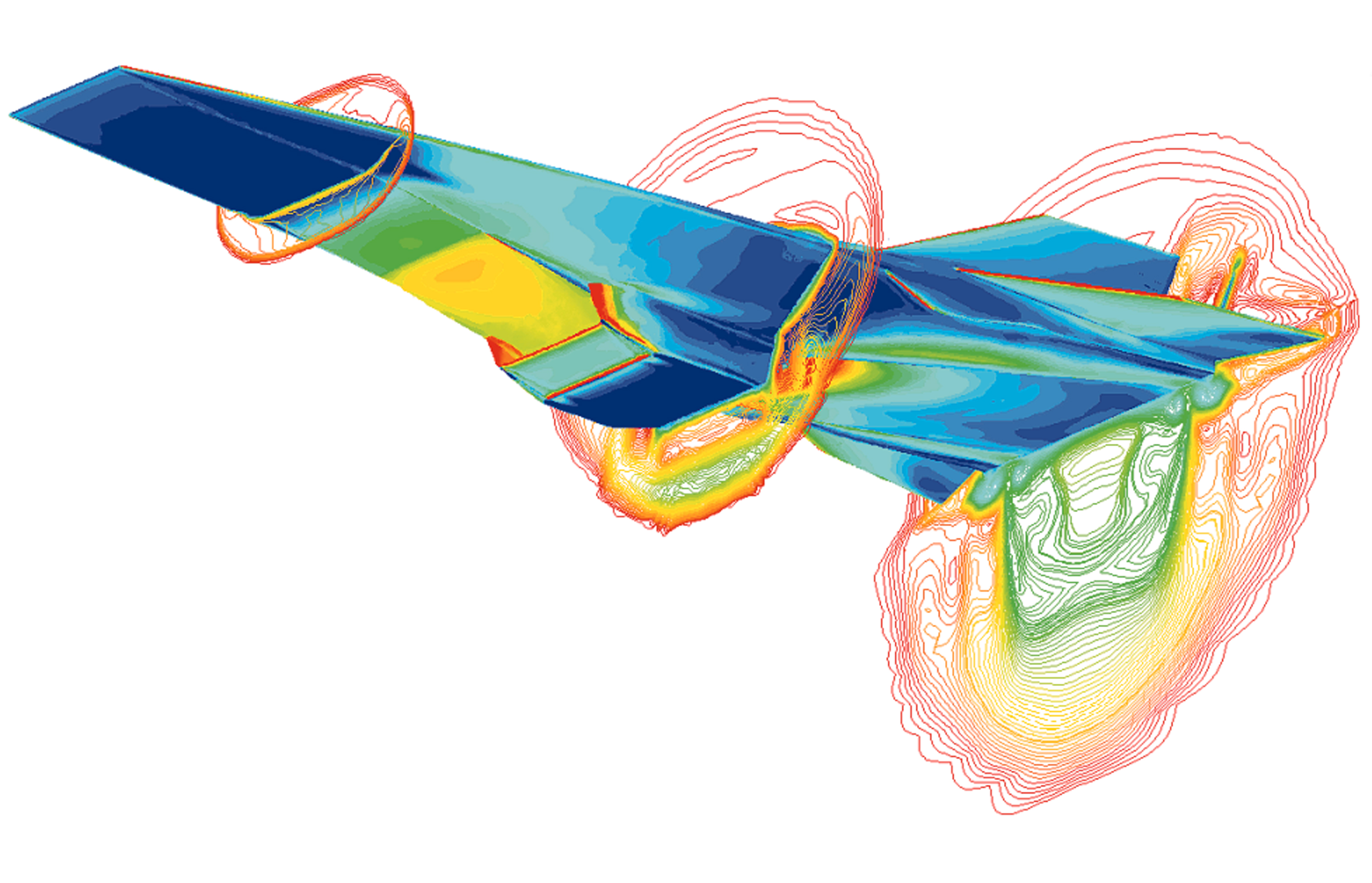
Imagine generată de CFD a la Mach 7

În aerodinamică o viteză hipersonică este una care depășește de cinci ori viteza sunetului, adesea menționată ca având viteze de Mach 5 și mai mari.
Numărul Mach exact la care se poate spune că o aeronavă zboară cu viteză hipersonică variază, deoarece modificările fizice individuale ale aerului care curge (cum ar fi disocierea moleculară și ionizarea) au loc la viteze diferite; aceste efecte devin împreună importante în jurul valorii de Mach 5–10. Regimul hipersonic poate fi definit și alternativ ca viteze la care capacitatea termică masică se modifică odată cu temperatura fluidului pe măsură ce energia cinetică a obiectului în mișcare este convertită în căldură.

## Caracteristicile curgerii

Simulare a unei viteze hipersonice (Mach 5)

Deși definiția curgerii hipersonice poate fi destul de vagă și este în general discutabilă (în special din cauza absenței discontinuității dintre curgerile supersonice și cele hipersonice), o curgere hipersonică poate fi caracterizată prin anumite fenomene fizice care nu mai pot fi ignorate analitic, așa cum se întâmplă în cazul curgerii supersonice. Particularitățile curgerilor hipersonice sunt următoarele:
1. Stratul de șoc
2. Încălzirea aerodinamică⁠(d)
3. Stratul entropic
4. Efecte ale gazelor reale
5. Efecte ale densității scăzute
6. Independența coeficienților aerodinamici de numărul Mach.

### Distanța mică de detașare a undelor de șoc
Pe măsură ce numărul Mach al unui corp crește, în spatele unei unde de șoc frontale în arc generată de corp densitatea crește și ea, ceea ce corespunde unei scăderi a volumului în spatele undei de șoc datorită conservării masei. În consecință, la numere Mach mai mari distanța dintre unda de șoc și corp scade.

### Stratul entropic
Pe măsură ce numărul Mach crește, variația entropiei de-a lungul undei de șoc crește și ea, ceea ce duce la un gradient mare de entropie și la o curgere extrem de turbulentă, care se amestecă cu stratul limită.

### Interacțiunile viscoase
O parte din energia cinetică mare asociată cu curgerea la numere Mach mari se transformă în fluid în energie internă datorită efectelor viscozității. Creșterea energiei interne se realizează printr-o creștere a temperaturii. Deoarece gradientul de presiune normal la curgerea în interiorul unui strat limită este aproximativ zero pentru numere Mach hipersonice mici până la moderate, creșterea temperaturii prin stratul limită coincide cu o scădere a densității. Acest lucru determină destinderea părții inferioare a stratului limită, astfel încât stratul limită de deasupra corpului devine mai gros și poate adesea să se contopească cu unda de șoc din apropierea marginii anterioare a corpului.

### Curgerea la temperatură înaltă
Temperaturile ridicate datorită disipărrii viscoase determină proprietăți de curgere în neechilibru chimic, cum ar fi excitația datorită vibrațiilor, a disocierii și ionizării moleculelor, rezultând un flux de căldură prin convecție și radiație.

## Clasificarea regimurilor după numărul Mach
Deși „subsonic” și „supersonic” se referă de obicei la viteze sub și respectiv peste viteza sunetului locală, aerodinamicienii folosesc adesea acești termeni pentru a se referi la anumite intervale de valori ale numărului Mach. Când o aeronavă se apropie de viteze transsonice (în jurul valorii de Mach 1), aceasta intră într-un regim special. Aproximările obișnuite bazate pe ecuațiile Navier–Stokes, care funcționează bine pentru proiectele subsonice, încep să genereze abateri deoarece, chiar și în curentul liber, unele părți ale curgerii depășesc local Mach 1. Prin urmare, sunt necesare metode mai sofisticate pentru a gestiona acest comportament complex.
„Regimul supersonic” se referă de obicei la intervalul de numere Mach pentru care se poate utiliza liniarizarea teoriei; de exemplu, acolo unde aerul nu reacționează chimic și unde transmiterea căldurii dintre aer și vehicul poate fi neglijată în mod rezonabil în calcule. În general, NASA definește hipersonicitatea „înaltă” ca orice număr Mach de la 10 la 25, iar vitezele de reintrare ca orice viteză mai mare de Mach 25. Printre navele spațiale care operează în aceste regimuri se numără Soiuz și capsulele spațiale ale navelor Soiuz și SpaceX Dragon care se întorc; naveta spațială operată anterior; diverse nave spațiale reutilizabile în curs de dezvoltare, cum ar fi SpaceX Starship și Rocket Lab Electron; și avioane spațiale (teoretice).
În tabelul următor se face referire la „regimuri” sau „intervale de valori Mach” în loc de semnificațiile obișnuite ale termenilor „subsonic” și „supersonic”.
| Regim            | Nr. Mach  | Viteză                           | Caracteristici generale | Avioane | Rachte/capete |
| ---------------- | --------- | -------------------------------- | --- | --- | --- |
| Subsonic         | [0–0,8)   | <1000 km/h (280 m/s)             | Cel mai adesea, aeronavele comerciale cu elice și turboventilator cu aripi cu raport de aspect ridicat (zvelte) și caracteristici rotunjite, cum ar fi botul și bordurile de atac. Intervalul de viteză subsonică este acel interval în care toate vitezele din jurul unei aeronave sunt mai mici de Mach 1. Numărul Mach critic (Mcrit) este cel mai mic număr Mach al curentului liber la care curgerea aerului peste orice parte a aeronavei atinge pentru prima dată Mach 1. Deci, intervalul de viteză subsonică cuprinde toate vitezele care sunt mai mici de Mcrit. | Toate aeronavele comerciale | — |
| Transsonic       | [0,8–1,2) | 1000–1500 km/h (280–400 m/s)     | Avioanele transonice au aproape întotdeauna aripi săgeată care întârzie divergența rezistenței la înaintare și aripi supercritice⁠(d) pentru a întârzia apariția rezistenței la înaintare și adesea prezintă forme care repectă legea ariilor⁠(d). Intervalul de viteză transsonic este acel interval de viteze în care curgerea aerului peste diferitele părți ale unei aeronave este între subsonic și supersonic. Așadar, regimul de zbor de la crit până la Mach 1,3 se numește interval transsonic. | - Northrop X-4 Bantam (Mach 0,9) | — |
| Supersonic       | [1,2–5)   | 1500–6000 km/h (400–1700 m/s)    | Intervalul de viteze supersonice este acel interval în care curgerea aerului în jurul unei aeronave este supersonică (mai mare de Mach 1) peste tot. Dar curgerea aerului care întâlnește muchiile anterioare este inițial decelerată, ca urmare viteza curentului liber trebuie să fie puțin mai mare de Mach 1 pentru ca să fie supersonică peste tot. Este în general acceptat că intervalul de viteze supersonice începe de la o viteză a curentului liber mai mare de Mach 1,3. Aeronavele proiectate să zboare la viteze supersonice prezintă diferențe mari în forma lor aerodinamică din cauza diferențelor radicale în comportamentul curgerilor peste Mach 1. Muchiile ascuțite, secțiunile subțiri ale profilului aerodinamic și stabilizatorul monobloc cu profundorul complet mobile sunt comune. Avioanele de luptă moderne trebuie să facă compromisuri pentru a menține manevrabilitatea la viteză mică; modelele supersonice „adevărate”, care au în general aripi delta, sunt mai rare. | - XB-70 Valkyrie (Mach 3) - SR-71 Blackbird (Mach 3) - BAC/Aérospatiale Concorde (Mach 2) - Tupolev Tu-144 (Mach 2)                                                   | — |
| Hipersonic       | [5–10)    | 6000–12000 km/h (1700–3400 m/s)  | Înveliș răcit din nichel sau titan; aripi mici. Designul este puternic integrat, în loc să fie asamblat din componente separate, proiectate independent, datorită predominanței efectelor de interferență, unde mici modificări ale oricărei componente vor provoca modificări mari ale curgerii aerului în jurul tuturor celorlalte componente, ceea ce, la rândul său, le afectează comportamentul. Rezultatul este că nicio componentă nu poate fi proiectată fără a se ști cum vor afecta toate celelalte componente curgerea aerului din jurul aeronavei, iar orice modificare a oricărei componente poate necesita o reproiectare simultană a tuturor celorlalte componente. | - North American X-15 (Mach 6.7) - NASA X-43 (Mach 9.6) - Boeing X-51 Waverider (Mach 5) - WZ-8 (dronă)\|WZ-8 (Mach 5)                                                | - BrahMos-II (Mach 8) - Kh-47M2 Kinzhal (Mach 10) - 3M22 Zircon (Mach 8-9) - DF-ZF (Mach 5–10) - HSTDV (Mach 6) - Format:Country data DPRK Hwasong-8 (Mach 6–10) |
| Înalt hipersonic | [10–25)   | 12000–30000 km/h (3400–8500 m/s) | Controlul termic devine o considerație dominantă în proiectare. Structura trebuie fie proiectată să funcționeze la cald, fie protejată cu plăci speciale de silicat sau ceva similar. Curgerea care reacționează chimic poate provoca, de asemenea, coroziunea învelișului vehiculului, oxigenul atomic liber fiind prezent în curgerile cu foarte mare viteză. Proiectele hipersonice sunt adesea forțate să adopte configurații boante din cauza încălzirii aerodinamice care crește odată cu o rază de curbură redusă. | — | - 53T6 (Mach 17) - HTV 2 (Mach 20) - Agni-V (Mach 24) - DF-41 (Mach 25) - M51 (Mach 25) - Avangard (Mach 20–27)                                                  |
| Hiperviteză      | ≥25       | ≥30000 km/h (8500 m/s)           | Scut de eroziune termică; aripi mici sau fără; formă boantă. | - Space Shuttle orbiter (Mach 22) - Buran - Boeing X-37 (Mach 25) - Reusable experimental spacecraft (~Mach 25) - IXV (Mach 22) - Iron Lid (Mach 196) (disintegrated) | - Avangard (Mach 20–27) |

## Parametri de similaritate
Clasificarea curgerilor aerului se bazează pe o serie de criterii de similitudine adimensionale, care permit simplificarea unui număr aproape infinit de cazuri de încercări în grupuri de similitudine. Pentru curgerile transsonice și compresibile, numărul Mach și numărul Reynolds permit doar ele o bună clasificare a multor curgeri.
Însă curgerile hipersonice necesită alți parametri de similitudine. În primul rând, ecuațiile analitice pentru unghiul undei de șoc oblice devin aproape independente de numărul Mach la numere Mach mari, de circa 10. În al doilea rând, formarea de unde de șoc puternice în jurul corpurilor aerodinamice înseamnă că numărul Reynolds al curentului liber este mai puțin util pentru estimarea comportamentului stratului limită a unui corp (deși este încă important). În cele din urmă, creșterea temperaturii curgerii hipersonice înseamnă că efectele gazului real devin importante. Prin urmare, cercetarea în domeniul hipersonicii este adesea numită aerotermodinamică în loc de aerodinamică.
Introducerea efectelor gazelor reale înseamnă că sunt necesare mai multe variabile pentru a descrie starea completă a unui gaz. În timp ce un gaz staționar poate fi descris prin trei variabile (presiune, temperatură, exponent adiabatic), iar un gaz în mișcare prin patru (plus câmpul de viteze al curgerii), un gaz fierbinte în echilibru chimic necesită și ecuații de stare pentru componentele chimice ale gazului, iar în cazul unui gaz în neechilibru trebuie rezolvate aceste ecuații de stare având timpul ca variabilă suplimentară. Aceasta înseamnă că pentru curgerea în neechilibru pot fi necesare între 10 și 100 de variabile pentru a descrie starea gazului la un moment dat. În plus, curgerile hipersonice rarefiate (definite de obicei ca fiind cele cu un număr Knudsen mai mare de 0,1) nu respectă ecuațiile Navier–Stokes.
Curgerile hipersonice sunt de obicei clasificate după energia lor totală, exprimată ca entalpie totală (MJ/kg), presiune totală (kPa-MPa), presiune de stagnare (kPa-MPa), temperatură de stagnare (K) sau viteză de curgere (km/s).
Wallace D. Hayes a utilizat un criteriu de similitudine similar cu legea ariilor a lui Whitcomb, care a permis compararea configurațiilor similare. În studiul curgerii hipersonice peste corpuri subțiri, criteriul este produsul numărului Mach în curentul liber {\displaystyle M_{\infty }} cu unghiul de deviere al curgerii {\displaystyle \theta }, cunoscut sub numele de criteriu de similaritate hipersonică: {\displaystyle K=M_{\infty }\theta ,} care este considerat un criteriu important. Raportul de zveltețe al unui vehicul {\displaystyle \tau =d/l,} unde {\displaystyle d} este diametrul și {\displaystyle l} este lungimea, este adesea înlocuit cu {\displaystyle \theta }.

## Regimuri
Curgerea hipersonică poate fi împărțită aproximativ într-o serie de regimuri. Delimitarea acestor regimuri este vagă, din cauza estompării limitelor unde poate fi găsit un anumit efect.

### Gaz ideal
În acest regim gazul poate fi considerat un gaz ideal. Curgerea în acest regim este încă dependentă de numărul Mach. Simulările încep să depindă de utilizarea unui perete cu temperatură constantă în loc de peretele adiabatic utilizat de obicei la viteze mai mici. Limita inferioară a acestui regim este în jurul valorii de Mach 5, unde statoreactoarele devin ineficiente, iar limita superioară este în jurul valorii de Mach 10–12.

### Gaz ideal bitermic
Acesta este o parte a regimului gazelor ideale, unde gazul poate fi considerat perfect din punct de vedere chimic, dar temperaturile gazului determinate de rotație și vibrație trebuie considerate separat, ceea ce duce la două modele de temperatură. A se vedea modelarea ajutajelor supersonice, unde omiterea vibrațiilor devine importantă.

### Gaz disociat
În acest regim, gazele biatomice sau poliatomice (gazele care formează majoritatea atmosferei) încep să se disocieze pe măsură ce intră în contact cu unda de șoc în arc generată de corp. Cataliza la suprafață joacă un rol în calculul încălzirii suprafeței, ceea ce înseamnă că tipul de material al suprafeței are și el un efect asupra curgerii. Limita inferioară a acestui regim este locul unde vreo componentă a unui amestec de gaze începe să se disocieze în punctul de stagnare al unui curgeri (care pentru azot este în jur de 2000 K). La limita superioară a acestui regim, efectele ionizării încep să aibă un efect asupra curgerii.

### Gaz ionizat
În acest regim, populația de electroni ionizați din curgerea stagnantă devine semnificativă, iar electronii trebuie modelați separat. Adesea, temperatura electronilor este tratată separat de temperatura componentelor gazoase rămase. Această zonă apare la viteze de curgere liberă de aproximativ 3–4 km/s. Gazele din această regiune sunt modelate ca plasme neradiante.

### Regimul determinat de radiație
Peste aproximativ 12 km/s, transmiterea căldurii la un vehicul se schimbă din a fi determinat de conducție în a fi determinat de radiația termică. Modelarea gazelor în acest regim este împărțită în două clase:
1. grosime optică spectrală mică: unde gazul nu reabsoarbe radiațiile emise de alte părți ale gazului;
2. grosime optică spectrală mare: unde radiația trebuie considerată o sursă separată de energie.

Modelarea gazelor cu grosime optică mare este extrem de dificilă deoarece, datorită calculului radiației în fiecare punct, sarcina de calcul crește teoretic exponențial pe măsură ce crește numărul de puncte considerate.